# Yvonne Elliman
Yvonne Marianne Elliman (født 29. december 1951 i Honolulu, Hawaii) er en amerikansk sanger og sangskriver, bedst kendt for sin medvirken i Jesus Christ Superstar og sit samarbejde med Eric Clapton.
Elliman indledte sin karriere i London i starten af 1970'erne, hvor hun optrådte på på barer og klubber. Hun sikrede sig en albumkontrakt og blev hyret som backing-sanger af Eric Clapton, med hvem hun både indspillede og oprådte ved koncerter. Elliman medvirker på en række af Claptons albums fra 1974 og frem.
Elliman sang rollen som Marie Magdalene i på det oprindelige Jesus Christ Superstar album og i de efterfølgende Broadway- og film-udgaver, og opnåede en hit-single med "I Don't Know How to Love Him" i 1971. Hun var nomineret til en Golden Globe pris for bedste skuespiller i en musical i 1974 for sin rolle i film-udgaven af Jesus Christ Superstar.
Ellimans optrådte som solist gennem resten af 1970'erne, og havde bl.a. hits med en cover-version af Barbara Lewis' "Hello Stranger" og Bee Gees sangen "Love Me", og hun opnåede at toppe hitlisterne i 1978 med sangen "If I Can't Have You" fra soundtracket til Saturday Night Fever.
Elliman havde et par mindre hits i 1979. Hun blev samme år gift og trak sig tilbage fra musikken. Elliman vendte tilbage til musikken i 2004 med et Simple Needs, et album hvor hun har skrevet alle numrene.

## Diskografi
- Yvonne Elliman (1972)
- Food of Love (1973)
- Rising Sun (1975)
- Love Me (1976)
- Night Flight (1978)
- Yvonne (1979)
- Simple Needs (2004)